# 街面水库
街面水库位于中国福建省尤溪县、大田县、德化县三县交界处，坝址位于尤溪县街面村， 距均溪、文溪汇合口约200米。总库容达18.24亿立方米。